# Viktor Korčnoj
Viktor L'vovič Korčnoj (in russo Виктор Львович Корчной?; Leningrado, 23 marzo 1931 – Wohlen, 6 giugno 2016) è stato uno scacchista sovietico naturalizzato svizzero.
Giocatore professionista con una delle carriere agonistiche più lunghe in assoluto, dagli anni '60 ai primi anni '90 è stato tra i protagonisti della scena scacchistica internazionale: fu dieci volte (1962, 1968, 1971, 1974, 1977, 1980, 1983, 1985, 1988 e 1991) tra i partecipanti al torneo dei candidati vincendo due volte tale competizione e diventando pertanto sfidante per il titolo di campione del mondo nelle edizioni del 1978 e del 1981, venendo sconfitto in entrambe le occasioni da Anatolij Karpov.
Dissidente molto critico con le autorità sovietiche sin dalla sua gioventù, nel 1976 fuggì dall'Unione Sovietica divenendo apolide nel periodo precedente all'ottenimento della cittadinanza svizzera. In seguito a ciò fu oggetto di boicottaggio sistematico da parte della sua ex federazione e divenne pertanto un simbolo dell'oppressione psicologica perpetrata dal blocco orientale nell'ultima fase della guerra fredda.

## Biografia

### Primi anni

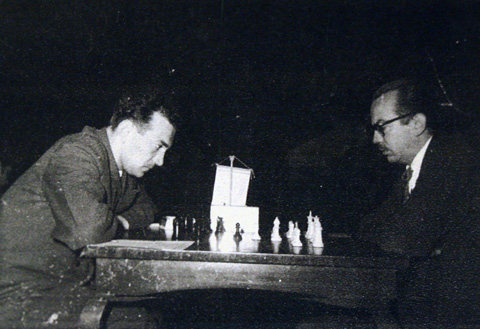
Korčnoj (a sinistra) con l'argentino Héctor Rossetto (a destra), 1960

Nacque nel 1931 a Leningrado, all'epoca parte della Repubblica Socialista Federativa Sovietica Russa, da Lev Merkuryevich Korčnoj (1910–1941), un ingegnere di origine polacco-cattolica che lavorava in una fabbrica di caramelle, e da Zelda Gershevna Azbel, una pianista e alumna del conservatorio di Leningrado di origine ebrea aschenazita. Aveva imparato a giocare a scacchi da suo padre all'età di sette anni e nel 1943 era diventato membro del club scacchistico del palazzo dei pionieri di Leningrado mentre era in corso l'assedio della città; qui fu allenato da Abram Model', Andrej Batujev e Vladimir Zak. Dopo aver studiato all'università statale di Leningrado, si laureò in storia nel 1954.

### Carriera da cittadino sovietico
Nel 1947 e 1948 fu campione juniores dell'Unione Sovietica. Nel 1951 prese il titolo di maestro e un anno dopo si qualificò per la prima volta per i campionati sovietici assoluti.
Nel 1954 ottenne il titolo di maestro internazionale e due anni dopo di grande maestro. Fu campione sovietico quattro volte (1960, 1962, 1964 e 1970).

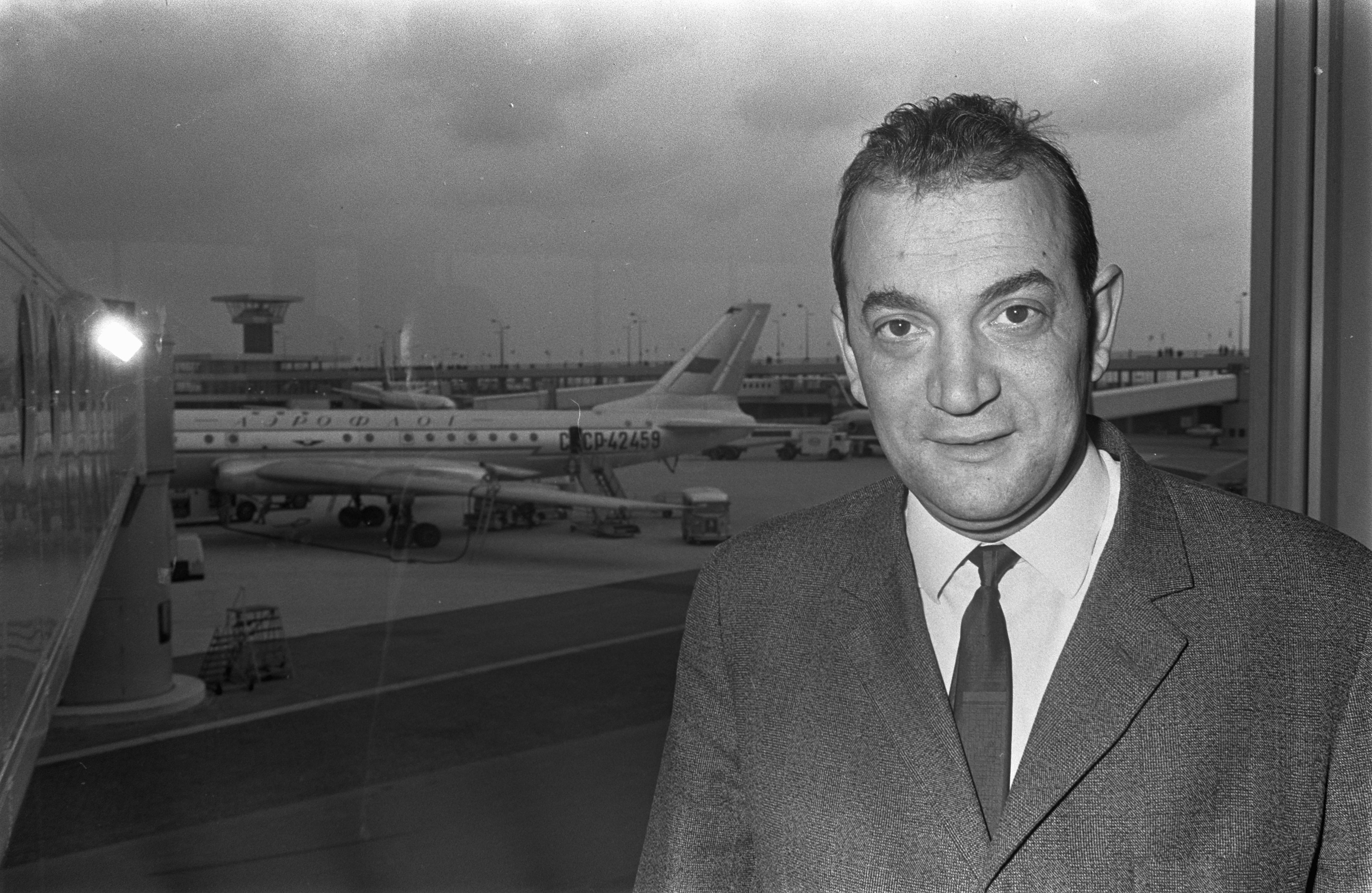
Korčnoj nell'aeroporto Schipol di Amsterdam, 6 maggio 1968

Nel 1962 si classificò quarto nel torneo interzonale partecipando pertanto al controverso torneo dei candidati del 1962 di Curaçao nel quale si classificò quinto. Nelle successive edizioni a eliminazione diretta del torneo dei candidati fu eliminato in finale da Boris Spasskij nel 1968 e in semifinale da Tigran Petrosjan nel 1971.
Nel 1973 vinse a Leningrado il torneo interzonale a pari punti con il giovane Anatolij Karpov, da cui fu battuto di misura in una sfida ad oltranza durata 24 partite (12,5 a 11,5) nella finale del successivo torneo dei candidati 1974. Tale atto si rivelò essere l'ultimo di quell'edizione del ciclo mondiale poiché in seguito a ciò Bobby Fischer rinunciò a difendere il titolo e Karpov fu dichiarato campione del mondo a tavolino.

### Fuga dall'URSS

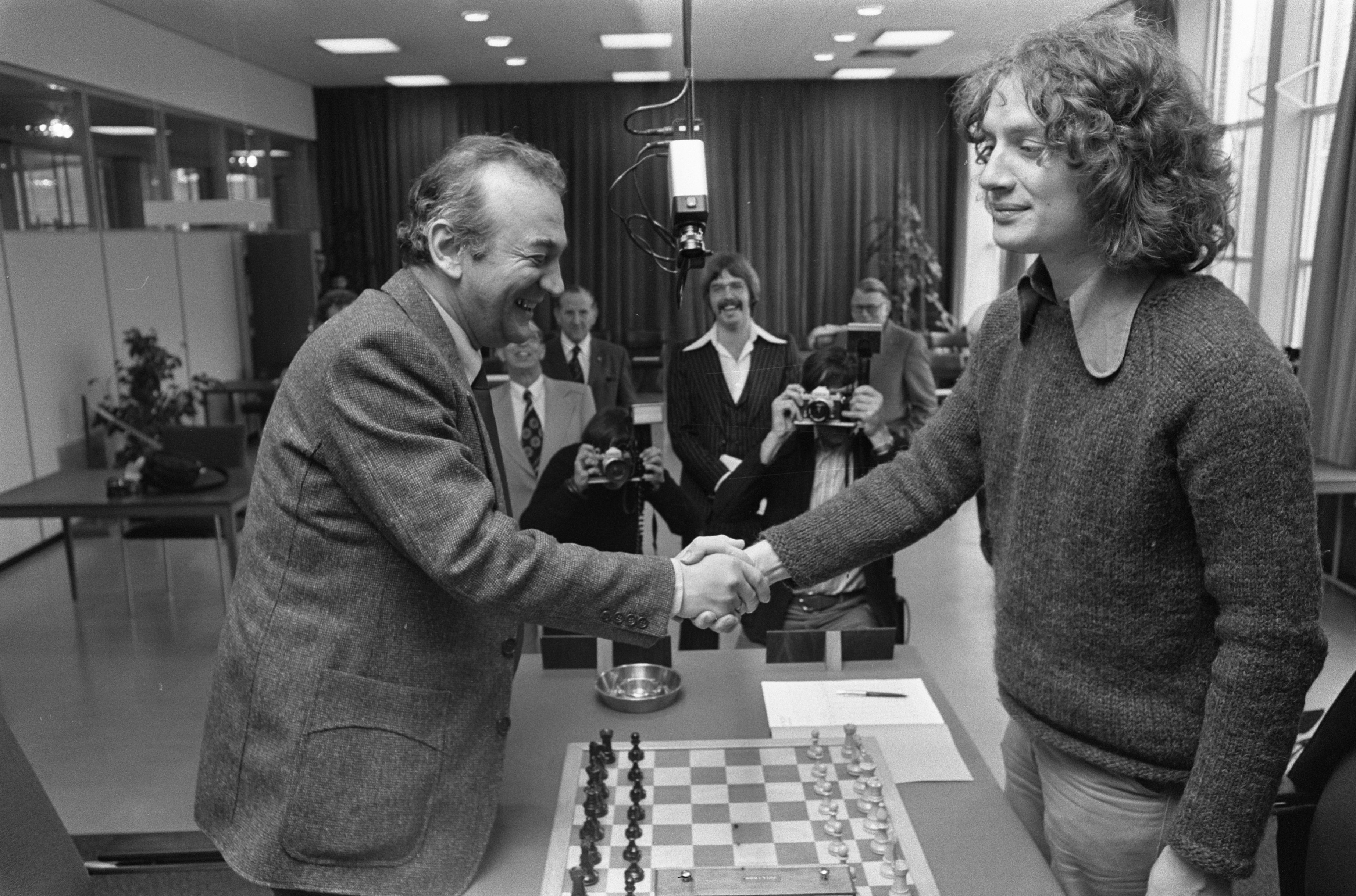
Korčnoj (a sinistra) stringe la mano all'olandese Jan Timman (a destra), novembre 1976

Korčnoj aveva fama di ribelle e dissidente e sostenne di aver perso a causa del supporto che il suo avversario ottenne da gran parte dei migliori maestri sovietici che disertarono la sua delegazione nella preparazione dell'incontro, manovra con cui la Federazione scacchistica sovietica avrebbe sostenuto Karpov, funzionario del PCUS e membro del comitato centrale del Komsomol. Nel 1976, cogliendo l'occasione di un torneo internazionale ad Amsterdam, Korčnoj non fece ritorno in Unione Sovietica e fu di conseguenza privato della cittadinanza e dichiarato apolide. Tentò poi, con l'aiuto della FIDE, di ottenere un permesso di emigrazione per la moglie e il figlio, rimasti in patria, il quale in quell'occasione fu tuttavia rifiutato dalle autorità sovietiche.
Dopo un periodo nei Paesi Bassi, si trasferì in Svizzera, nazione per la quale militò nelle olimpiadi scacchistiche e di cui giocò il campionato nazionale, vincendolo tre volte (1982, 1984 e 1985). Dopo la fuga di Korčnoj, la Federazione sovietica invitò i suoi grandi maestri al boicottaggio sistematico dei tornei nei quali egli fosse stato invitato.

### Sfide con Karpov

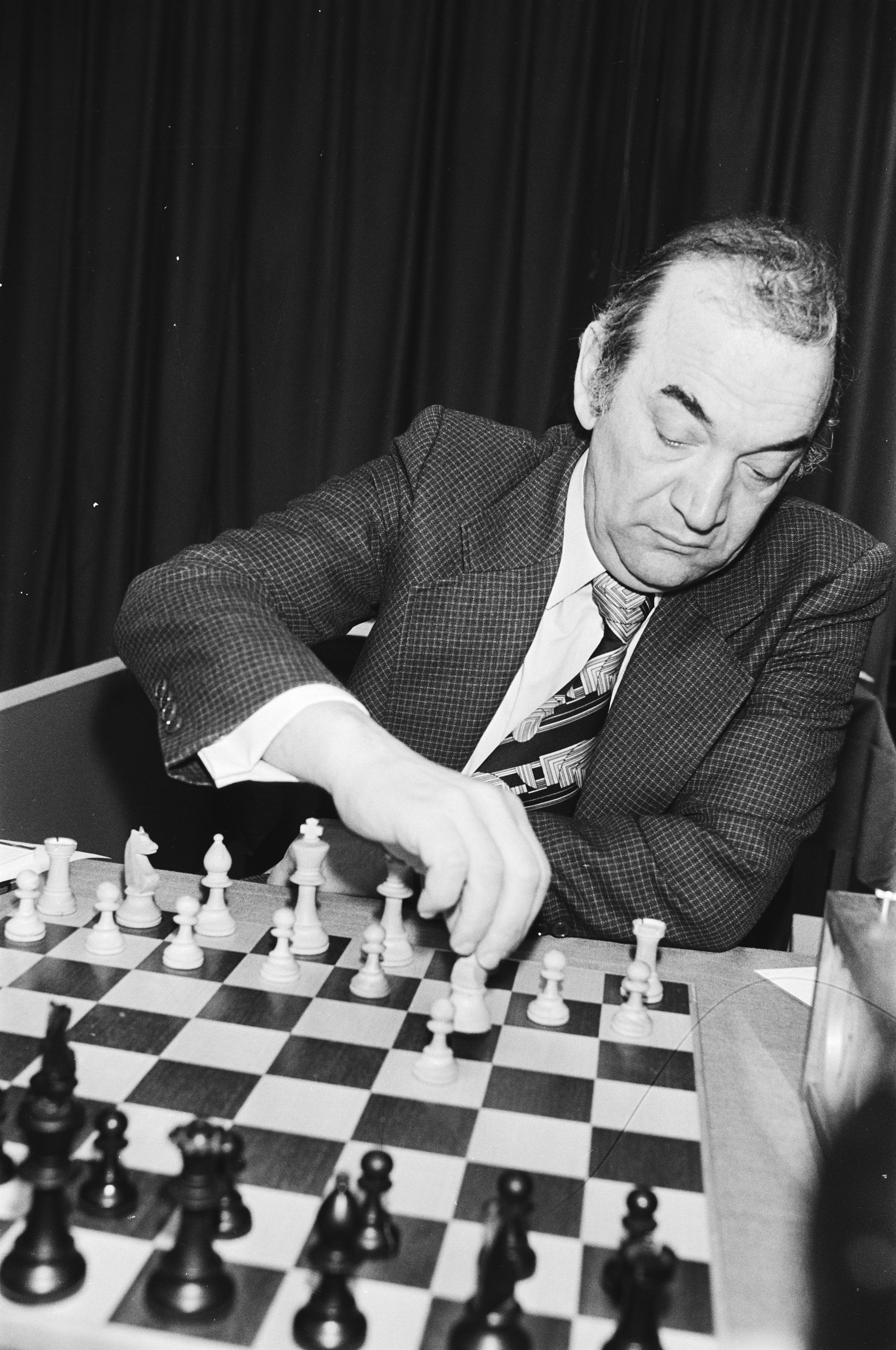
Korčnoj nel 1980

Nel nuovo ciclo dei candidati (1977-78) ottenne la qualificazione per la sfida al campione del mondo Karpov a Baguio, nelle Filippine. L'incontro assunse subito i connotati politici di una sfida tra il blocco sovietico e l'Occidente, ricalcando modalità del match Fischer-Spasskij del 1972, ma fu anche molto bizzarro e caratterizzato da reciproche accuse di comportamenti irregolari da parte dei contendenti nonché dall'azione di diversi disturbatori ingaggiati dalle rispettive squadre. La formula assegnava il titolo a chi si fosse aggiudicato per primo sei vittorie.  Dopo un avvio con numerose patte, Karpov si portò in vantaggio nella prima parte del match. La fase finale del campionato fu molto accesa: vincendo la 27ª partita Karpov fu in vantaggio 5-2. Dalla 28ª partita Korčnoj rimontò tutto lo svantaggio, vincendo 3 partite su 4 e portando pertanto il parziale sul 5-5. Karpov si aggiudicò infine la decisiva 32ª e ultima partita, che gli valse la riconferma del titolo.
Nel 1980 Korčnoj, divenuto nel frattempo cittadino elvetico, vinse nuovamente il ciclo dei candidati e l'anno successivo si recò a Merano per una nuova sfida a Karpov nel campionato del mondo 1981. In questo frangente il campione in carica ebbe facilmente ragione di lui con un perentorio 6-2 in diciotto partite.

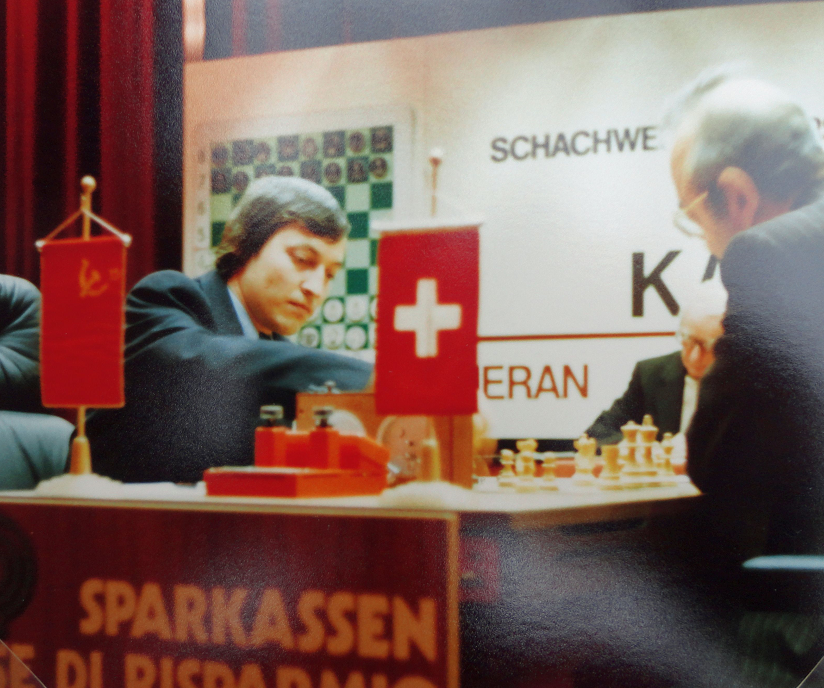
Anatolij Karpov (a sinistra) e Korčnoj (a destra) a Merano (1981)

Il campionato fu turbato dalla situazione familiare di Korčnoj poiché a sua moglie Isabella Markarayan e a suo figlio Igor erano stati negati i permessi di espatrio. Nel 1980 al figlio fu promesso il lasciapassare per raggiungere suo padre all'estero se in cambio avesse consegnato il proprio passaporto. Quando fece ciò egli fu però richiamato per il servizio militare, arrestato con l'accusa di tentativo di diserzione e condannato a due anni e mezzo di lavori forzati. 
Ciò avvenne prima del match, il cui inizio fu per tali ragioni posticipato dal 9 settembre al 1º ottobre 1981.
L'incontro fu quindi disputato con una notevole pressione da parte del governo sovietico sulla famiglia di Korčnoj stesso e i gravi errori da egli commessi nelle partite valsero all'edizione l'appellativo di "Massacro di Merano" in associazione con l'omonimo eccidio nazifascista avvenuto in tale località al termine della seconda guerra mondiale. Nel 1982 il figlio di Korčnoj fu rilasciato e poté infine espatriare dall'Unione Sovietica insieme alla madre. Korčnoj divorziò poco dopo, riallacciando solo in seguito buoni rapporti con il figlio Igor che ha contribuito a un capitolo della sua autobiografia. All'epoca viveva già in Svizzera con Petra Leeuwerik, una donna tedesca che era stata deportata in Siberia per spionaggio e aveva guidato la sua delegazione durante il torneo dei candidati del 1977, e i due si sposarono nel 1991, alla vigilia della dissoluzione dell'Unione Sovietica, rimanendo insieme nei decenni successivi.

### Ultimi anni

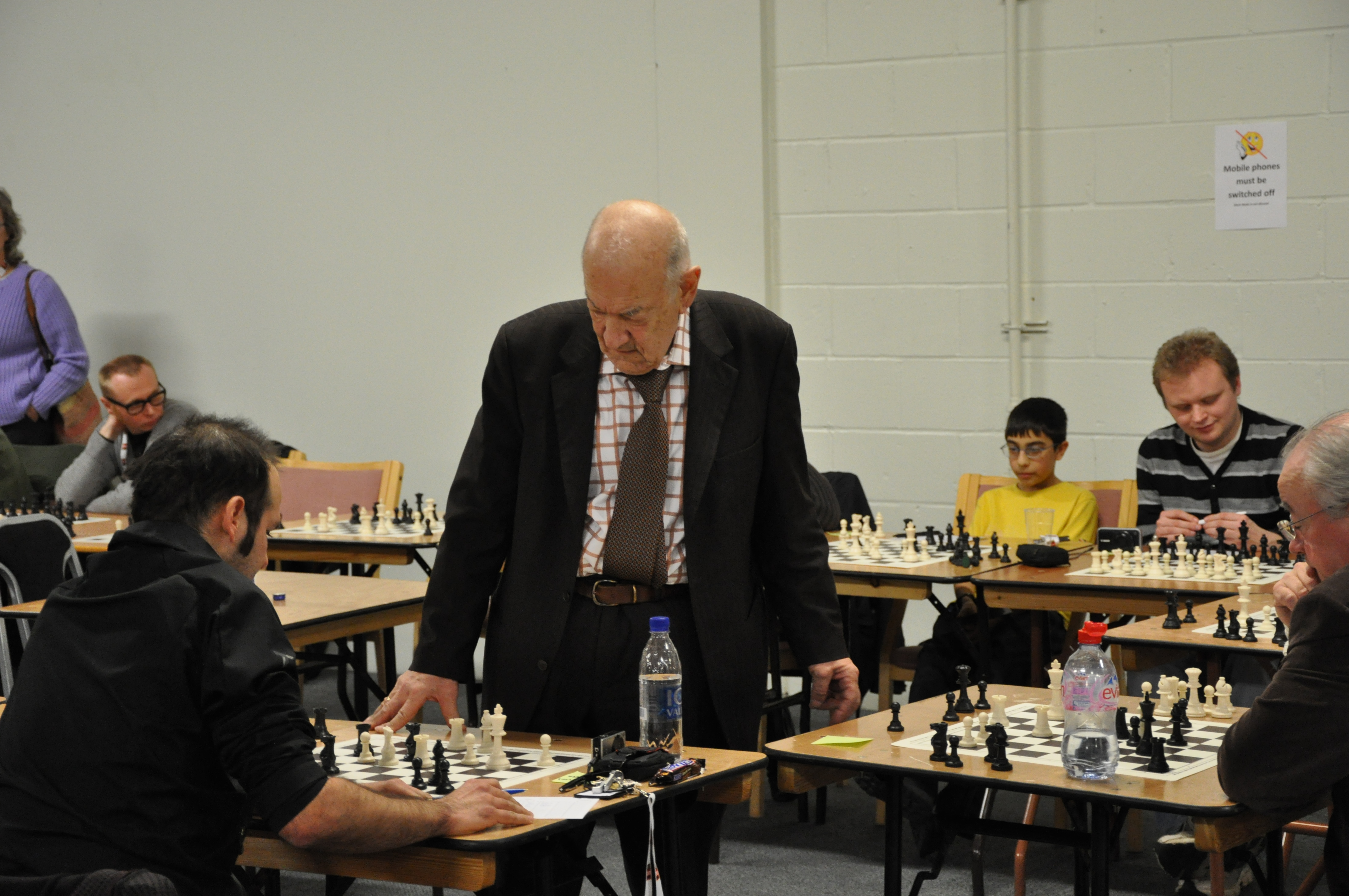
Esibizione simultanea a Londra (2010)

La pratica del totale boicottaggio sovietico nei suoi confronti durò fino al 1984, quando lo scacchista riallacciò i rapporti con la sua ex Federazione rinunciando a una vittoria a tavolino nella semifinale del torneo dei candidati contro Garri Kasparov, che perse poi per 4-7. In seguito a ciò la rivalità tra Kasparov e Karpov divenne il tema principale dei campionati del mondo degli anni '80 e '90.
Korčnoj partecipò ancora ai circuiti dei campionati mondiali del 1987, del 1990 e del 1993 ma non ebbe più occasione di giocare per il titolo. Non annunciò mai un ritiro ufficiale e si aggiudicò nel 2006 il campionato del mondo seniores, riservato agli over 60, ottenendo 9 punti su 11 disponibili. Nell'aprile 2009 offrì la miglior prestazione individuale agli Europei seniores di Velden, con il punteggio di 7,5 su 9. Nel 2011 un ictus lo costrinse a muoversi in sedia a rotelle e nel 2012 disputò il suo ultimo torneo. Continuò tuttavia a giocare in esibizioni e l'ultimo suo match fu una vittoria per 2-1 nel novembre 2015 contro il Grande Maestro e pianista Mark Taimanov. Morì il 6 giugno 2016, a 85 anni, nel comune svizzero di Wohlen.

## Record

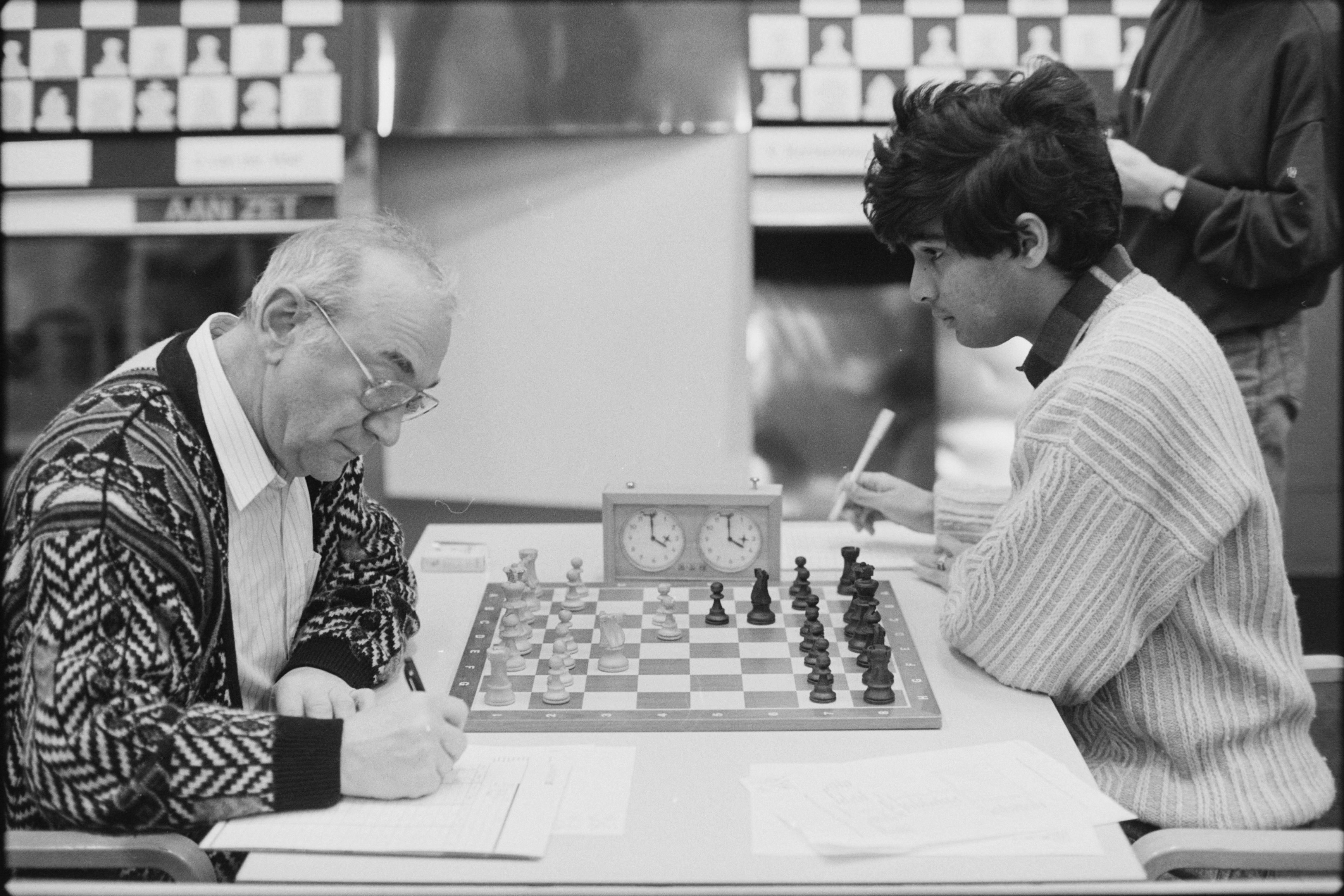
Korčnoj e Viswanathan Anand (1990)

- 4641 partite ufficiali giocate tra il 1946 e il 2015, con 1948 vittorie, 762 sconfitte e 1931 patte, punteggio percentuale 62,78%.[12]
- Massimo punteggio Elo 2695 (nel gennaio 1979)[13].
- Ancora tra i giocatori attivi a 84 anni, con punteggio Elo 2499 nel 2015.
- Nove campioni del mondo (a titolo unificato) sconfitti almeno una volta (Botvinnik, Smyslov, Tal, Petrosjan, Spassky, Fischer, Karpov, Kasparov e Carlsen), record condiviso con Paul Keres e Alexander Beliavsky.
- Unico giocatore ad aver vinto o pareggiato contro tutti i campioni del mondo regnanti (a titolo unificato e anche durante la secessione tra FIDE e PCA) dal secondo dopoguerra alla sua morte.

In virtù della sua lunghissima carriera e dei suoi notevoli risultati è stato definito "il miglior giocatore tra i non vincitori del titolo mondiale".

## Nella cultura di massa
- Il film russo del 2021 Čempion mira narra la storica sfida tra Karpov e Korčnoj del 1978.